# Xenofyt
Xenofyten zijn onopzettelijk ingevoerde planten. De status van deze groep van planten worden onderscheiden op grond van de wijze van vestiging. Xenofyten vormen een deel van de adventieve planten.
Voorbeelden van xenofyten zijn bolderik (Agrostemma githago), wilde haver (Avena fatua), gewone duivenkervel (Fumaria officinalis), grote ereprijs (Veronica persica).

Voorbeelden van xenofyten
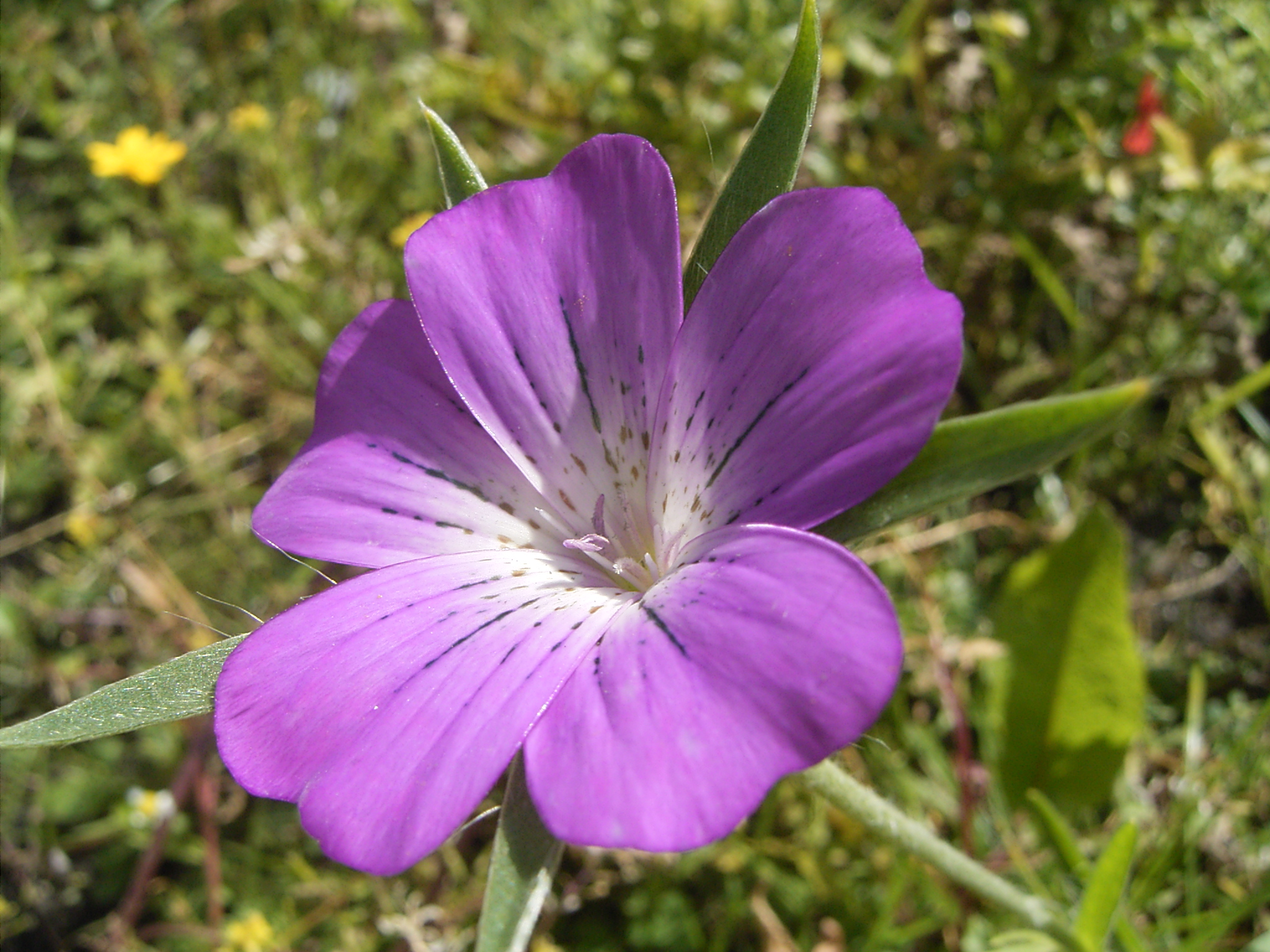
bolderik
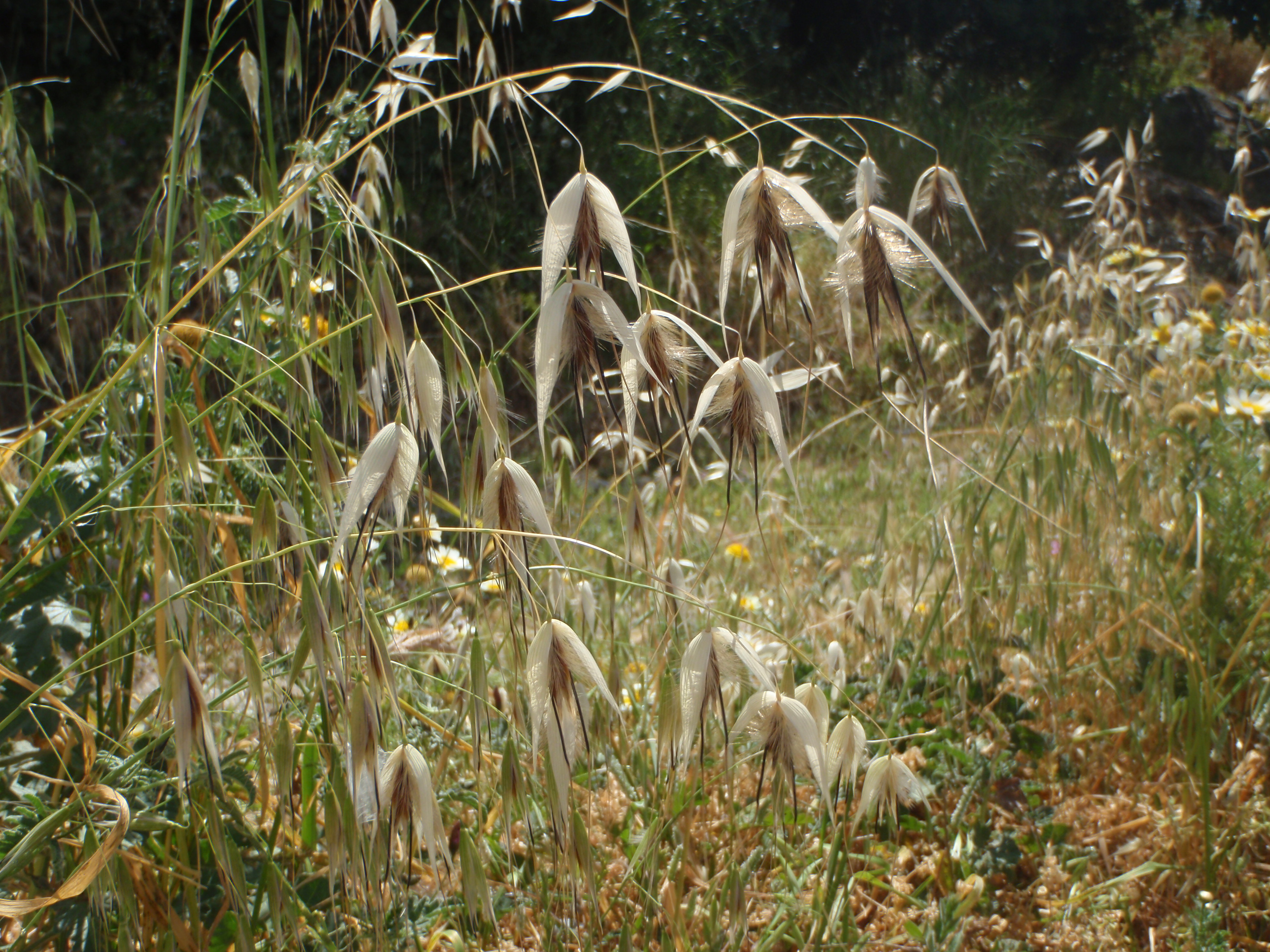
wilde haver
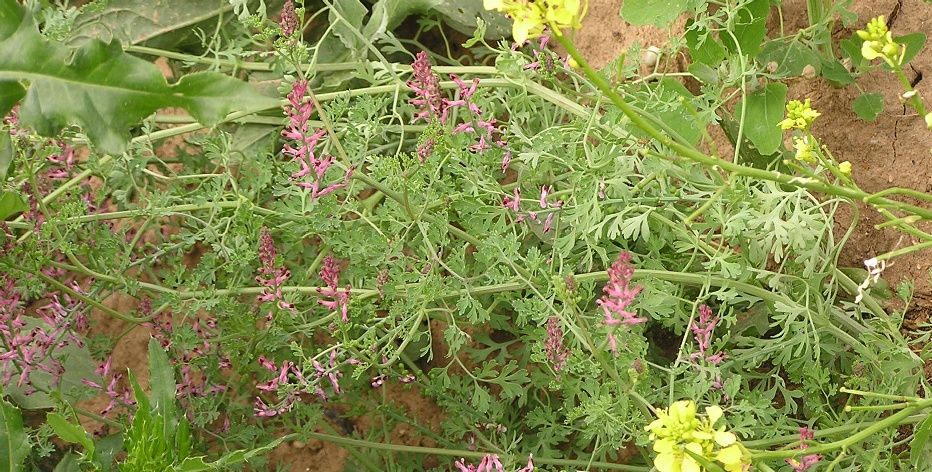
gewone duivenkervel
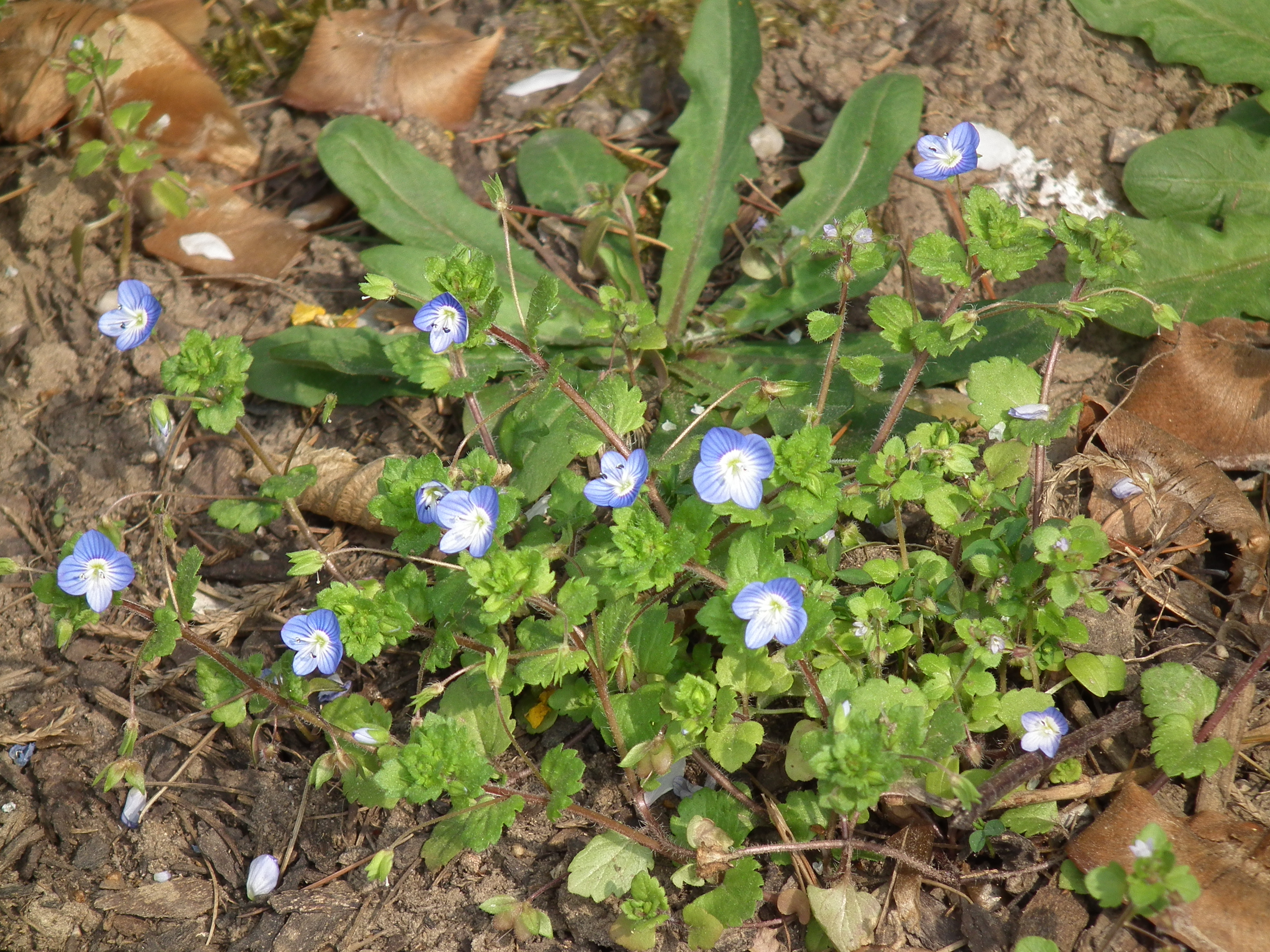
grote ereprijs

Naast de xenofyten worden op grond van de wijze van vestiging nog enkele andere plantengeografische groepen onderscheiden:
- idiochorofyten zijn de oorspronkelijk inheemse planten
- akolutofyten zijn de planten die zich op eigen kracht in door de mens beïnvloede vegetatie hebben gevestigd
- ergasiofygofyten zijn opzettelijk ingevoerde en daarna verwilderde planten
- ergasiofyten zijn de cultuurgewassen